# Tacko Fall
Elhadij Tacko Sereigne Diop Fall (Dakar, 10 dicembre 1995) è un cestista senegalese, di ruolo centro.
Con una statura di 229 cm è tra i cestisti più alti al mondo e il più alto in assoluto tra i giocatori NBA in attività nel 2021.

## Carriera
Cresciuto in Senegal fino ai 16 anni di età, si è poi trasferito negli Stati Uniti senza però la madre e il fratello minore, rimasti in Africa. Inizialmente si è stabilito a Houston, dove ha avuto modo di conoscere e allenarsi con Hakeem Olajuwon. A Houston ha frequentato e giocato presso il liceo Jamie's House Charter School, poi è passato alla Liberty Christian Preparatory School di Tavares, in Florida, sempre a livello liceale.
La sua altezza fuori dalla norma lo ha portato a suscitare l'interesse di oltre 40 college, ma nel novembre del 2014 ha firmato con i Knights della University of Central Florida. Nel 2017 è stato nominato giocatore difensivo dell'anno dell'American Athletic Conference. Dichiaratosi inizialmente eleggibile per il Draft NBA 2017, ha successivamente ritirato la sua candidatura, rimanendo dunque nel campionato universitario. Durante il suo terzo anno al college (2017-18) Fall si è infortunato alla spalla, riuscendo così a giocare solo 351 minuti complessivi in 16 partite stagionali. L'anno successivo ha contribuito a portare la sua squadra a essere tra le 68 qualificate per il torneo NCAA Division I 2019, uscendo al secondo turno con una sconfitta di misura contro i Duke Blue Devils della stella Zion Williamson, partita in cui Fall ha messo a referto 15 punti e 6 rimbalzi. In questa ultima stagione all'università ha segnato in media 11,1 punti, catturato 7,6 rimbalzi e avuto un 74,8% nei tiri dal campo, tutti da due punti.
Nonostante non fosse stato selezionato da alcuna squadra al Draft NBA 2019, i Boston Celtics nel corso dell'estate lo hanno chiamato a disputare la NBA Summer League con il loro team. Il 25 luglio 2019 la dirigenza biancoverde ha annunciato di aver ingaggiato Fall con un two-way contract, che gli ha permesso di essere schierabile sia in NBA con i Celtics sia nella lega di sviluppo D-League con i Maine Red Claws. Il suo esordio ufficiale in NBA è avvenuto il 26 ottobre 2019 al Madison Square Garden contro i New York Knicks, quando è entrato sul 112-87 per i bostoniani, giocando gli ultimi 3:38 minuti e mettendo a referto 4 punti e 3 assist. La sua seconda presenza in NBA – la prima in casa – è giunta quasi due mesi più tardi, il 20 dicembre, anche in questo caso nei minuti finali, a risultato ampiamente acquisito contro i Detroit Pistons. Come già avvenuto a New York per l'esordio assoluto, all'ingresso in campo ha ricevuto una standing ovation dal pubblico.
Nel 2021 va a Cleveland dove dopo due partite della preaseason contro gli Indiana Pacers realizza 8 punti e 5 rimbalzi e in un'altra partita realizza 4 punti e 1 rimbalzo.

## Statistiche

### College
| Anno      | Squadra     | PG  | PT  | MP   | TC%  | 3P% | TL%  | RP  | AP  | PRP | SP  | PP   |
| --------- | ----------- | --- | --- | ---- | ---- | --- | ---- | --- | --- | --- | --- | ---- |
| 2015-2016 | UCF Knights | 30  | 26  | 17,6 | 75,0 | -   | 55,8 | 5,9 | 0,3 | 0,1 | 2,3 | 7,4  |
| 2016-2017 | UCF Knights | 36  | 36  | 26,3 | 71,5 | 0,0 | 46,2 | 9,5 | 0,6 | 0,3 | 2,6 | 10,9 |
| 2017-2018 | UCF Knights | 16  | 15  | 21,9 | 76,7 | -   | 46,0 | 7,3 | 0,3 | 0,3 | 1,9 | 11,3 |
| 2018-2019 | UCF Knights | 32  | 32  | 24,9 | 75,0 | -   | 36,3 | 7,7 | 0,5 | 0,3 | 2,6 | 11,0 |
| Carriera  | Carriera    | 115 | 110 | 23,0 | 74,0 | 0,0 | 43,2 | 7,7 | 0,4 | 0,2 | 2,4 | 10,1 |

### NBA

#### Regular Season
| Anno      | Squadra             | PG | PT | MP  | TC%  | 3P% | TL%  | RP  | AP  | PRP | SP  | PP  |
| --------- | ------------------- | -- | -- | --- | ---- | --- | ---- | --- | --- | --- | --- | --- |
| 2019-2020 | Boston Celtics      | 7  | 0  | 4,7 | 78,6 | -   | 33,3 | 2,1 | 0,1 | 0,1 | 0,6 | 3,3 |
| 2020-2021 | Boston Celtics      | 19 | 0  | 7,2 | 72,4 | -   | 33,3 | 2,7 | 0,2 | 0,1 | 1,1 | 2,5 |
| 2021-2022 | Cleveland Cavaliers | 11 | 1  | 5,4 | 41,7 | -   | 28,6 | 2,1 | 0,2 | 0,0 | 0,5 | 1,1 |
| Carriera  | Carriera            | 37 | 1  | 6,2 | 67,3 | -   | 32,0 | 2,4 | 0,2 | 0,1 | 0,8 | 2,2 |

#### Play-offs
| Anno     | Squadra        | PG | PT | MP  | TC% | 3P% | TL%  | RP  | AP  | PRP | SP  | PP  |
| -------- | -------------- | -- | -- | --- | --- | --- | ---- | --- | --- | --- | --- | --- |
| 2020     | Boston Celtics | 2  | 0  | 1,5 | 100 | -   | 50,0 | 0,5 | 0,0 | 0,0 | 0,0 | 1,5 |
| 2021     | Boston Celtics | 1  | 0  | 1,0 | -   | -   | -    | 1,0 | 0,0 | 0,0 | 0,0 | 0,0 |
| Carriera | Carriera       | 3  | 0  | 1,3 | 100 | -   | 50,0 | 0,7 | 0,0 | 0,0 | 0,0 | 1,0 |

#### Massimi in carriera
- Massimo di punti: 6 (2 volte)[15]
- Massimo di rimbalzi: 10 vs Boston Celtics (23 dicembre 2021)
- Massimo di assist: 2 vs Toronto Raptors (26 dicembre 2021)
- Massimo di palle rubate: 1 (2 volte)
- Massimo di stoppate: 4 vs Orlando Magic (5 maggio 2021)
- Massimo di minuti giocati: 19 vs Washington Wizards (23 dicembre 2021)

### G League
| Anno      | Squadra          | PG | PT | MP   | TC%  | 3P% | TL%  | RP   | AP  | PRP | SP  | PP   |
| --------- | ---------------- | -- | -- | ---- | ---- | --- | ---- | ---- | --- | --- | --- | ---- |
| 2019-2020 | Maine Red Claws  | 29 | 11 | 23,3 | 70,7 | -   | 38,4 | 11,1 | 0,7 | 0,1 | 2,9 | 12,9 |
| 2021-2022 | Cleveland Charge | 30 | 25 | 26,6 | 75,7 | 100 | 57,0 | 10,9 | 0,8 | 0,3 | 2,8 | 16,0 |
| Carriera  | Carriera         | 59 | 36 | 25,0 | 73,4 | 100 | 48,0 | 11,0 | 0,7 | 0,2 | 2,9 | 14,5 |